# Vers-sur-Selle
Vers-sur-Selle är en kommun i departementet Somme i regionen Hauts-de-France i norra Frankrike. Kommunen ligger i kantonen Boves som tillhör arrondissementet Amiens. År 2022 hade Vers-sur-Selles 862 invånare.

## Befolkningsutveckling
Antalet invånare i kommunen Vers-sur-Selles
| Referens: INSEE |